# کلاه‌پارچه‌ای برفکی
کلاه‌پارچه‌ای برفکی (نام علمی: Mycena adscendens) نام یک گونه از سرده کلاه‌پارچه‌ای‌ها است.